# Сан Ђакомо (Удине)
Сан Ђакомо је насеље у Италији у округу Удине, региону Фурланија-Јулијска крајина.
Према процени из 2011. у насељу је живело 1921 становника. Насеље се налази на надморској висини од 226 м.